# Chlorocebus
Chlorocebus é um gênero de primatas de médio porte, da família Cercopithecidae e subfamília Cercopithecinae. São reconhecidas seis espécies, embora algumas classificações considerem elas como subespécies. Os nomes comuns macaco vervet e macaco verde são às vezes usados genericamente para se referir a todo o gênero Chlorocebus, embora se refiram mais precisamente às espécies Chlorocebus pygerythrus e Chlorocebus sabaeus.
A distribuição geográfica das espécies do gênero é a África subsariana, do Senegal e Etiópia até o sul da África do Sul. No século passado, um grande número era mantido como animais de estimação por traficantes de escravos, o que acabou introduzindo as espécies no Caribe. Sendo assim, podem ser encontrados também em Barbados, na ilha de São Cristóvão, Nevis, Anguilla e São Matinho. Existe uma colônia no Condado de Broward, na Flórida.

## Classificação e espécies
A classificação do gênero está em constante mudança. Foram considerados, antigamente, como membros do gênero Cercopithecus, em uma única espécie Cercopithecus aethiops.
- Gênero Chlorocebus
  - Chlorocebus sabaeus
  - Chlorocebus aethiops
  - Chlorocebus djamdjamensis
  - Chlorocebus dryas
  - Chlorocebus tantalus
    - Chlorocebus tantalus tantalus
    - Chlorocebus tantalus budgetti
    - Chlorocebus tantalus marrensis

  - Chlorocebus pygerythrus
  - Chlorocebus cynosuros